# Marlierea occhionii
Marlierea occhionii är en myrtenväxtart som beskrevs av Carlos Maria Diego Enrique Legrand. Marlierea occhionii ingår i släktet Marlierea och familjen myrtenväxter. Inga underarter finns listade i Catalogue of Life.